# Vuopiojärvi (Gällivare socken, Lappland)
Vuopiojärvi är en sjö i Gällivare kommun i Lappland och ingår i Råneälvens huvudavrinningsområde.